# Пиджакова (деревня)
Пиджакова — деревня в Талицком городском округе Свердловской области, Россия.

## Географическое положение
Деревня Пиджакова муниципального образования «Талицкого городского округа» Свердловской области находится в 45 километрах (по автотрассе в 51 километрах) к югу от города Талица, на левом берегу реки Беляковка (правый приток реки Пышма). В окрестностях деревни, в 2 километре к юго-востоку расположено озеро Дальнее, а в 3 километрах к югу расположен ботанический природный памятник — болото Чубаровский Рям.

## Население
| 2002 | 2010 | 2021 |
| ---- | ---- | ---- |
| 30   | ↘15  | ↘9   |